# Peter et la Forêt magique
Pour plus de détails, voir Fiche technique et Distribution.
Peter et la Forêt magique (Čudesna šuma, soit La Forêt enchantée en croate) est un long métrage d'animation yougoslavo-américain de fantasy réalisé par Milan Blažeković et Doro Vlado Hreljanovic et sorti en 1986. Le film, qui emploie la technique du dessin animé traditionnel en deux dimensions, développe une histoire merveilleuse à destination d'un jeune public. Plusieurs chansons ponctuent le film.
Ce fut le premier long-métrage d'animation réalisé en Croatie et en Yougoslavie.

## Synopsis
Le peintre Peter Palette fait la sieste sous un orme enchanté. À son réveil, il s'aperçoit qu'il peut à présent communiquer avec les animaux de la forêt, et que son pinceau a des pouvoirs magiques. Il se lie à plusieurs animaux, un castor, un ours, une renarde et un trio de hérissons. Il apprend peu après que la forêt et ses habitants sont menacés par le terrible Roi Cactus, qui cherche à changer la forêt en désert. Peter Palette doit alors lutter pour la survie de la forêt et des animaux.

## Fiche technique
- Titre français : Peter et la Forêt magique
- Titre original : Čudesna šuma
- Réalisation : Milan Blažeković et Doro Vlado Hreljanovic
- Scénario : Fred P. Sharkey, d'après une histoire originale de Suncana Skrinjaric
- Production : Doro Vlado Hreljanovic
- Musique originale : Dennis Leogrande
- Image : Ernest Gregl
- Montage : Zlata Reic
- Sociétés de production : Croatia Film, Fantasy Forest Films Inc.
- Distribution : Croatia Film (Yougoslavie, sortie en salles)
- Pays de production :  Yougoslavie,  États-Unis
- Langue : croate
- Format : couleur
- Son : mono
- Durée : 83 minutes
- Date de sortie : Yougoslavie : 19 juin 1986

## Éditions en vidéo
En France, le film a été édité en vidéo sous le titre Peter et la Forêt magique entre la fin des années 1980 et le début des années 1990. Il a connu au moins deux éditions en cassette vidéo : l'une chez Blue Kid's Video (en VHS standard SECAM), l'autre chez Colorado. Une édition Laserdisc (PAL, version française) a ensuite suivi. Il a connu également une édition en DVD de zone 2 contenant le film en version française au format 4/3 et dont la jaquette mentionne Prism Vision comme étant l'éditeur (ce qui se transforme en Prism Leisure Corporation dans les menus une fois le disque lancé).
Aux États-Unis, le film a été édité en VHS en 1988 par Celebrity Home Entertainment, puis en DVD par Image Entertainment en 1999 sous le titre The Elm-Chanted Forest,. 
Dans les pays de l'ex-Yougoslavie, le film a été édité en DVD par Happy TV en 2007. En Allemagne, le film a été édité en DVD par Kinowelt Home Entertainment en 2008 sous le titre Aufruhr im Zauberwald.

## Suite
Le film a connu une suite, Čarobnjakov šešir (« Le Chapeau du magicien »), réalisée par Milan Blažeković en 1990.